# Arrondissement de Saint-Laurent-du-Maroni
L'arrondissement de Saint-Laurent-du-Maroni est une division administrative française située dans la collectivité territoriale de Guyane.
Avec une densité de population ne s'élevant qu'à 2,4 hab./km2, c'est le deuxième arrondissement français le moins densément peuplé, après l'arrondissement de Saint-Georges.

## Histoire
L'arrondissement de Saint-Laurent-du-Maroni est créé au 27 mars 1969 par le décret n° 69-261 du 17 mars 1969 portant réorganisation administrative du département de la Guyane.

## Composition

### Cantons
Jusqu'à la mise en place de la collectivité territoriale unique en Guyane, le 1er janvier 2016, l'arrondissement comportait trois cantons :
- canton de Mana ;
- canton de Maripasoula ;
- canton de Saint-Laurent-du-Maroni.

### Découpage communal depuis 2015
Depuis 2015, le nombre de communes des arrondissements varie chaque année soit du fait du redécoupage cantonal de 2014 qui a conduit à l'ajustement de périmètres de certains arrondissements, soit à la suite de la création de communes nouvelles. Le nombre de communes de l'arrondissement de Saint-Laurent-du-Maroni reste quant à lui inchangé depuis 2015 et égal à 8.
Au 1er janvier 2024, l'arrondissement groupe les 8 communes suivantes :
1. Apatou
2. Awala-Yalimapo
3. Grand-Santi
4. Mana
5. Maripasoula
6. Papaichton
7. Saint-Laurent-du-Maroni
8. Saül

## Démographie
En 2022, l'arrondissement comptait 98 344 habitants.
| 1968  | 1975  | 1982   | 1990   | 1999   | 2006   | 2011   | 2016   | 2021   |
| ----- | ----- | ------ | ------ | ------ | ------ | ------ | ------ | ------ |
| 8 122 | 9 233 | 11 435 | 25 989 | 37 553 | 58 137 | 78 849 | 92 995 | 97 568 |

| 2022   | - | - | - | - | - | - | - | - |
| ------ | - | - | - | - | - | - | - | - |
| 98 344 | - | - | - | - | - | - | - | - |